# Mboké
Mboké est un village du Cameroun, situé dans la commune de Kobdombo, le département du Nyong-et-Mfoumou et la région du Centre.

## Population
En 1961, Mboké comptait 361 habitants, principalement des Maka. Lors du recensement de 2005, on y a dénombré 213 personnes.